# Сэмвелл-Смит, Пол
Пол Сэмвелл-Смит (англ. Paul Samwell-Smith; 8 мая 1943, Брентфорд, Большой Лондон, Англия) — британский музыкант и продюсер. Наиболее известен как один из основателей и участник групп The Yardbirds и Renaissance. 
Он принимал участие в записи таких альбомов, как Five Live Yardbirds, Roger the Engineer, For Your Love, Having a Rave Up with The Yardbirds, его бэк-вокал присутствует на многих песнях группы, в числе которых «Good Morning, Little School Girl», «For Your Love», «Heart Full of Soul», «Evil Hearted You» и многие другие. Он принимал участие в создании таких известных композиций, как «Still I'm Sad» и «Turn Into Earth». Пол Сэмвелл-Смит оставался членом группы Yardbirds вплоть до 1966 года. После записи альбома Roger the Engineer он ушёл из группы, и его заменил Джимми Пейдж.